# كلاوس دودز
كلاوس دودز (بالإنجليزية: Klaus Dodds)‏ هو جيوسياسي بريطاني، ولد في 25 يونيو 1969.